# Scott Loach
Scott James Loach ( Nottingham, 27 de maio de 1988) é um futebolista inglês que atua como goleiro. Atualmente joga pelo Watford.
Em 10 de agosto de 2010, o atleta recebeu a primeira convocação para a seleção de futebol principal de seu país, para atuar no amistoso contra a Hungria.
Em 2 de setembro de 2010 o atleta foi novamente convocado, dessa vez para disputar as eliminatórias da Euro 2012 contra Bulgária e Suíça.